# Cançó d'Armuris
La cançó d'Armuris és una obra de la literatura romana d'Orient escrita al segle xi que constitueix un dels primers exemples de les anomenades cançons acrítiques, un tipus d'èpica medieval que canta les gestes dels herois romans d'Orient en la seva resistència contra els àrabs. El cicle presenta paral·lelismes amb altres èpics com la matèria de França però amb particularitats pròpies de la regió, com la presència de presoners com a desencadenant central de moltes accions.

## Argument
Armuris és un jove heroi que destaca ben aviat en gestes contra els sarraïns al llarg de diversos territoris. La seva mare l'envia a la guerra perquè el seu pare no hi és, va ser capturat fa anys i està presoner. En una batalla, Amuris perd el cavall i comença un viatge per recuperar-lo de mans enemigues. Els seus rivals, però, han portat el cavall a presència del pare, qui en veure l'animal assumeix que el seu fill és mort. Els musulmans, espantats per una possible revenja, li revelen la veritat i llavors fan escriure al pare una carta on ordena que Armuris cessi en les seves incursions. Aquest, però, desobeeix i continua vencent en nombrosos combats fins que l'emir accedeix a alliberar el seu pare. El poema acaba amb el casament d'Armuris amb la filla de l'emir per intentar mantenir la pau a la regió.

## Anàlisi
L'obra està escrita en grec medieval en versos iàmbics sense rima que es conserva en dos manuscrits del segle xv, però per la llengua s'observa que va ser composta al segle xi i recull una tradició oral encara anterior. Mostra influència dels contes populars, com en el final feliç amb el casament amb la filla del rival o les proves que ha de superar el protagonista per demostrar el seu valor. Aquest estaria basat en Miquel III amb afegits llegendaris.